# Lepiselaga albitarsis
Lepiselaga albitarsis är en tvåvingeart som först beskrevs av Macquart 1850.  Lepiselaga albitarsis ingår i släktet Lepiselaga och familjen bromsar. Inga underarter finns listade i Catalogue of Life.